# Міжнародна академія Кансай
Міжнародна академія Кансай — мережа приватних освітніх закладів, до якої входять група навчальних закладів «Міжнародна школа Кансай» та група навчальних закладів «Міжнародна школа Сакура», що розташовані у містах Осака, Хіґасіосака, Хіраката, Кіото, Кобе, Асія, Хімедзі, Акасі, Йокогама, та у різних районах Токіо. У навчальних закладах академії навчаються 340-360 дітей, починаючи від 1 до 18 років.
Академія є членом Ради міжнародних шкіл та міжнародної освітньої організації «Кругла площа» (англ. Round Square Conference of Schools).

## Коротка історія
Академію було засновано у місті Хіґасіосака, що у префектурі Осака, у вересні 2001 року як «Kansai International Academy Limited», і вже у жовтні цього ж року було відкрито дитячий садочок першого навчального закладу «Міжнародна школа Кансай». Наступного року, із дорослішанням вихованців, було відкрито і початкову школу. Протягом двох десятиліть мережа навчальних закладів академії зростала і станом на початок нового навчального 2021 року становила 15 шкіл.
З 2012 року у дитячих садочках та початкових школах академії розпочали впровадження «IB Primary Years Programme» (укр. Програми ранніх років) — програми початкової освіти, орієнтованої на вихованців дитячого садочка та учнів молодших класів до 5 класу включно, яка була акредитована 2 квітня 2015 року власником та розробником цієї програми — некомерційним освітнім фондом «International Baccalaureate®». Наступна «IB Diploma Programme» (укр. Програма для здобуття диплома) — програма повної загальної середньої освіти, орієнтована на учнів старших випускних класів, була впроваджена і акредитована 10 січня 2020 року.
У жовтні 2019 року академія стала членом Ради міжнародних шкіл Членство у Раді забезпечує усесторонню підтримку навчальних закладів академії та розширює її можливості співпраці з іншими школами-членами Ради.
У червні 2020 старша школа академії стає членом Глобальної мережі міжнародних шкіл «Кругла площа», учнів яких об'єднує шість ідеалів: міжнародне порозуміння, демократія, опіка екологією, подорожі та пригоди, лідерство та обслуговування і опіка над тими, хто цього потребує.

## Розташування кампусів навчальних закладів академії

### У префектурі Осака
- Хіґасіосака;
- Хіраката;
- Осака, район Тенноджі (Школа Abeno Nini);
- Осака, район Тенноджі (Школа Abeno Lucias).

### У префектурі Хіого
- Кобе;
- Асія;
- Хімедзі;
- Акасі.

### У префектурі Канаґава
- Йокогама , район Аоба.

### У префектурі Кіото
- Кіото.

### У Токіо
- Район Бункьо;
- Район Чійода;
- Район Мінато (Школа Азабу);
- Район Чюо;
- Район Сетаґая.